# Segunda Categoría de Santa Elena 2018
El Campeonato Provincial de Fútbol de Segunda Categoría de Santa Elena 2018 es un torneo de fútbol en Ecuador en el cual compiten equipos de la Provincia de Santa Elena. El torneo es organizado por Asociación de Fútbol No Amateur de Santa Elena (AFNASE) y avalado por la Federación Ecuatoriana de Fútbol. El torneo empezó el 12 de mayo de 2018 y finalizó en el mes 9 de junio de 2018. Participaron 4 clubes de fútbol y se entregó 1 cupo al Zonal de Ascenso de la Segunda Categoría 2018 por el ascenso a la Serie B, además se clasificó a la 1ª Fase de la Copa Ecuador 2018-19.

## Sistema de campeonato
El sistema determinado por la Asociación de Fútbol No Amateur de Santa Elena fue el siguiente:
- Se jugaron dos etapas con los 4 equipos establecidos, en un todos contra todos ida y vuelta (6 fechas) cada etapa, dando un total de 12 fechas entre las dos etapas, al final el equipo que terminó en primer lugar clasificó a los zonales de Segunda Categoría 2018 y a la 1ª Fase de la Copa Ecuador 2018-19.

## Equipos participantes
| Equipos participantes                      | Equipos participantes | Equipos participantes          |
| ------------------------------------------ | --------------------- | ------------------------------ |
|                                            |                       |                                |
| Equipo                                     | Ciudad                | Estadio                        |
| Club Deportivo Juvenil Carlos Borbor Reyes | Salinas               | Estadio El Dorado de Anconcito |
| Club Deportivo Duros del Balón             | Salinas               | Estadio El Dorado de Anconcito |
| Dreamers Fútbol Club                       | Salinas               | Estadio El Dorado de Anconcito |
| Club Deportivo Sport Bilbao SV             | Anconcito             | Estadio El Dorado de Anconcito |

## Equipos por Cantón
| Cantón      | N.º | Equipos                                 |
| ----------- | --- | --------------------------------------- |
| Salinas     | 2   | - Carlos Borbor Reyes - Duros del Balón |
| Santa Elena | 2   | - Sport Bilbao SV - Dreamers FC         |

## Clasificación
|  |    | Equipo              | PJ | PG | PE | PP | GF | GC | DG  | PTS |
|  | -- | ------------------- | -- | -- | -- | -- | -- | -- | --- | --- |
|  | 1. | Duros del Balón     | 9  | 9  | 0  | 0  | 29 | 5  | +24 | 27  |
|  | 2. | Carlos Borbor Reyes | 9  | 6  | 0  | 3  | 14 | 12 | +2  | 18  |
|  | 3. | Dreamers FC         | 9  | 2  | 1  | 6  | 9  | 19 | -10 | 7   |
|  | 4. | Sport Bilbao        | 9  | 0  | 1  | 8  | 4  | 23 | -19 | 1   |

|  | Campeón y clasificado a los zonales de Segunda Categoría 2018 y la 1.ª fase de la Copa Ecuador 2018-19. |

## Evolución de la clasificación

### Primera vuelta
| Equipo / Jornada    | 01 | 02 | 03 | 04 | 05 | 06 |
| ------------------- | -- | -- | -- | -- | -- | -- |
| Duros del Balón     | 1  | 1  | 1  | 1  | 1  | 1  |
| Carlos Borbor Reyes | 2  | 2  | 2  | 2  | 2  | 2  |
| Dreamers FC         | 3  | 4  | 3  | 3  | 3  | 3  |
| Sport Bilbao        | 4  | 3  | 4  | 4  | 4  | 4  |

### Segunda vuelta
| Equipo / Jornada    | 07 | 08 | 09 | 10 | 11 | 12 |
| ------------------- | -- | -- | -- | -- | -- | -- |
| Duros del Balón     | 1  | 1  | 1  | 1  | 1  | 1  |
| Carlos Borbor Reyes | 2  | 2  | 2  | 2  | 2  | 2  |
| Dreamers FC         | 4  | 4  | 3  | 3  | 3  | 3  |
| Sport Bilbao        | 3  | 3  | 4  | 4  | 4  | 4  |

## Resultados

### Primera vuelta
| Duros del Balón | 3 - 1 | Sport Bilbao        | El Dorado | 12 de mayo | 14:00 |
| Dreamers FC     | 0 - 1 | Carlos Borbor Reyes | El Dorado | 12 de mayo | 16:00 |

| Dreamers FC         | 1 - 7 | Duros del Balón | El Dorado | 19 de mayo | 14:00 |
| Carlos Borbor Reyes | 4 - 0 | Sport Bilbao    | El Dorado | 19 de mayo | 16:00 |

| Sport Bilbao    | 0 - 6 | Dreamers FC         | El Dorado | 26 de mayo | 13:40 |
| Duros del Balón | 2 - 1 | Carlos Borbor Reyes | El Dorado | 26 de mayo | 16:00 |

| Carlos Borbor Reyes | 1 - 4 | Duros del Balón | El Dorado | 9 de junio | 16:10 |
| Dreamers FC         | 0 - 0 | Sport Bilbao    | El Dorado | 9 de junio | 13:50 |

| Duros del Balón | 3 - 0 | Dramers FC          | El Dorado | 20 de junio | 14:00 |
| Sport Bilbao    | 0 - 1 | Carlos Borbor Reyes | El Dorado | 20 de junio | 16ː00 |

| Sport Bilbao        | 0 - 2 | Duros del Balón | El Dorado | 23 de junio | 14ː00 |
| Carlos Borbor Reyes | 2 - 0 | Dreamers FC     | El Dorado | 23 de junio | 16ː00 |

### Segunda vuelta
| Duros del Balón | 2 - 0 | Sport Bilbao        | El Dorado | 30 de junio | 14:00 |
| Dreamers FC     | 0 - 2 | Carlos Borbor Reyes | El Dorado | 30 de junio | 17:00 |

| Dreamers FC         | 0 - 2 | Duros del Balón | El Dorado | 4 de junio | 14:00 |
| Carlos Borbor Reyes | 3 - 2 | Sport Bilbao    | El Dorado | 4 de junio | 17:00 |

| Sport Bilbao        | 1 - 2 | Dreamers FC         | El Dorado | 9 de junio | 14:00 |
| Duros del Balón (C) | 4 - 1 | Carlos Borbor Reyes | El Dorado | 9 de junio | 17:00 |

| Carlos Borbor Reyes | - | Duros del Balón | No se programó | No se programó | No se programó |
| Dreamers FC         | - | Sport Bilbao    | No se programó | No se programó | No se programó |

| Duros del Balón | - | Dreamers FC         | No se programó | No se programó | No se programó |
| Sport Bilbao    | - | Carlos Borbor Reyes | No se programó | No se programó | No se programó |

| Sport Bilbao        | - | Duros del Balón | No se programó | No se programó | No se programó |
| Carlos Borbor Reyes | - | Dreamers FC     | No se programó | No se programó | No se programó |

## Campeón
| |
| |
| Club Deportivo Duros del Balón 2.° título Clasifica a los zonales de la Segunda Categoría 2018 y la 1.ª fase de la Copa Ecuador 2018-19. |